# 파업

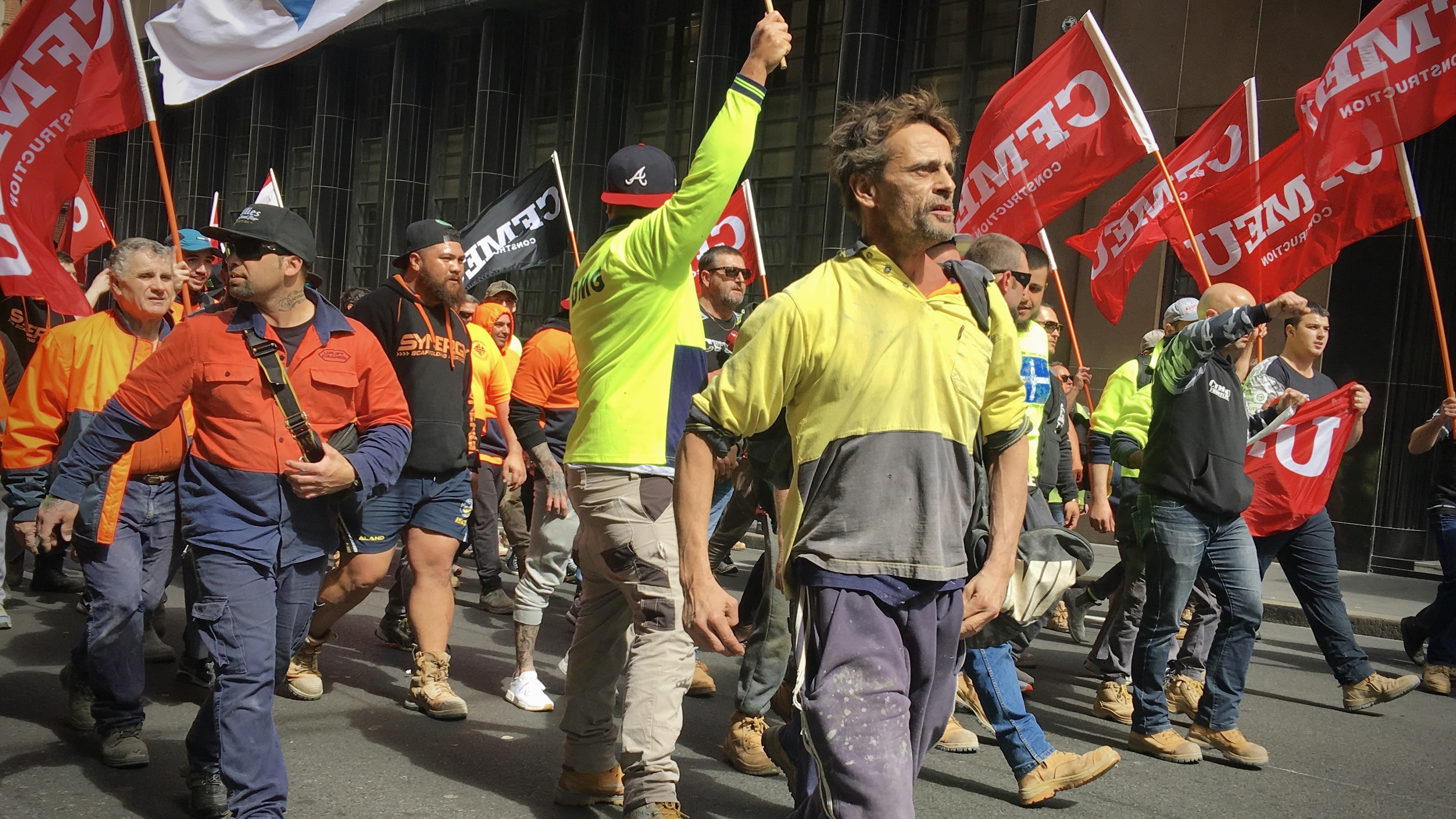
2018년 시드니 노동조합 집회

파업(罷業, 영어: strike)은 노동자들이 자신들의 권리를 실현시키기 위해 집단적으로 생산활동이나 업무를 중단함으로써 자본가에 맞서는 투쟁방식이다.

## 의미

### 파업의 뜻
파업은 노사협상에서 노동자의 요구를 관철시키기 위한 쟁의행위이며, 노동조합에서는 조합원들의 쟁의여부를 찬반투표로 결정하는 민주적인 절차를 거친다. 파업은 특정인이 주체가 된다.

### 요구사항
노동자측이 사측에 요구하는 것으로는 노동환경 및 생존권과 관련된 문제들인 임금 인상률, 작업시간, 고용환경, 고용안정 등에 관한 것이 많다. 고용주가 도입한 새로운 작업 방식을 노동자들이 반대하는 경우와 같이 구체적 쟁점이 문제가 되어 파업이 발생하는 경우도 있다. 파업은 노동자들이 자신의 뜻을 나타내는 최후의 수단이기 때문에, 파업이 발생했다는 것은 노동자 대표와 고용주 사이에 벌어진 노동조건 협상 곧 단체교섭이 결렬되었음을 의미한다.

### 헌법에서의 의미
대한민국 헌법 33조에서는 노동자들의 권리와 이익을 위하여 단결권(노동조합 결성권리), 단체교섭권와 더불어 단체행동권을 노동자의 권리로 인정하고 있다. 여기서 단체행동이라 하는 것에는 잔업거부, 태업, 파업, 부분파업 등이 해당된다. 다만 한국 정부가 노총 이외의 독립노조 결정을 법으로 규제하고 있는 것은 결사의 자유를 정면으로 위배하는 것이라는 비판도 존재한다.

## 역사
역사적으로 기록된 가장 오래된 파업은 기원전 1152년 11월 14일 고대 이집트 제20왕조 람세스 3세 때이다. 당시 데이르 엘메디나의 왕의 무덤에서 일하던 기능공들이 급여를 받지 못하여 일손을 놨다고 기록되어 있다. 이후 급여를 올려줬다고 한다.
기원전 5세기에 있었던 로마 평민의 철수 투쟁은 알려진 최초의 총파업으로 여겨진다.

## 정치 스트라이크
정치 스트라이크는 경제 스트라이크에 반하여 직접 정치목적을 달성하기 위한 스트라이크이다. 예컨대 임금인상, 노동조건의 개선 등을 위해서 행하는 스트라이크는 경제 스트라이크이나 내각의 타도나 대외조약에 반대하기 위해서 행하는 스트라이크는 정치스트라이크이다. 오늘날에는 국가권력과 사기업과의 결합이 밀접하게 되어 있으므로 많건 적건 간에 노동쟁의 및 스트라이크가 정치적인 색채를 띠고 있다.

## 판례
- 노동조합 및 노동관계조정법 제46조가 규정한 사용자의 직장폐쇄는 사용자와 근로자의 교섭태도 및 교섭과정, 근로자의 쟁의행위의 목적과 방법 및 그로 인하여 사용자가 받는 타격의 정도 등 구체적인 사정에 비추어 근로자의 쟁의행위에 대한 방어수단으로서 상당성이 있어야만 사용자의 정당한 쟁의행위로 인정할 수 있다. 한편 근로자의 쟁의행위 등 구체적인 사정에 비추어 직장폐쇄의 개시 자체는 정당하다고 할 수 있지만, 어느 시점 이후에 근로자가 쟁의행위를 중단하고 진정으로 업무에 복귀할 의사를 표시하였음에도 사용자가 직장폐쇄를 계속 유지하면서 근로자의 쟁의행위에 대한 방어적인 목적에서 벗어나 적극적으로 노동조합의 조직력을 약화시키기 위한 목적 등을 갖는 공격적 직장폐쇄의 성격으로 변질되었다고 볼 수 있는 경우에는, 그 이후의 직장폐쇄는 정당성을 상실한 것으로 보아야 한다.[4]
- 파업에 이르게 된 전후 사정과 경위 등에 비추어, 파업이 전격적으로 이루어져 사용자의 사업운영에 심대한 혼란 내지 막대한 손해를 초래할 위험이 있는 등의 사정으로 사용자의 사업 계속에 관한 자유의사가 제압•혼란될 수 있다고 평가할 수 있는 경우 비로소 그러한 집단적 노무 제공의 거부도 위력에 해당하여 업무방해죄를 구성한다.[5]

## 같이 보기
- 총파업
- 노동조합

## 참고 자료
- 이 문서에는 다음커뮤니케이션(현 카카오)에서 GFDL 또는 CC-SA 라이선스로 배포한 글로벌 세계대백과사전의 내용을 기초로 작성된 글이 포함되어 있습니다.